# 2026年歐洲協會聯賽決賽
2026年歐洲協會聯賽決賽是2025–26年歐洲協會聯賽中最後一場賽事，是第五屆歐洲足球協會主辦的第三級別球會錦標賽，亦昰由歐足協歐洲協會聯賽更名為歐足協協會聯賽後的第二屆賽事。球賽在2026年5月27日於德國萊比錫的紅牛競技場舉行。
賽事冠軍可獲得2026–27年歐霸盃聯賽階段的參賽權，除非他們已透過國內聯賽成績而獲得歐洲冠軍聯賽或歐霸盃的參賽資格。

## 主辦國遴選
2023年5月17日，歐洲足協展開決賽的主辦權競投過程。是次投標會同時為2027年決賽競投，有興趣的投標者可選擇競投其中一個或兩個決賽。主辦的場館必須包含天然草坪，並被評為歐洲足協第四級別球場，並且球場總容量需要有30,000至60,000人。投標時序如下：
- 2023年5月17日：正式邀請申請
- 2023年7月17日：投標意向登記截止日期
- 2023年7月26日：向投標者提供投標要求
- 2023年11月15日：提交初步投標文件
- 2024年2月21日：提交最終投標文件
- 2024年5月22日： 公佈主辦場地

2024年5月22日，歐洲足協行政委員會在愛爾蘭都柏林舉行的會議中，宣佈紅牛競技場為主辦場地。

## 賽事

### 詳細
準決賽 1 勝方會被視為「主隊」，用於行政上的目的。
| 準決賽 1 勝方 | v | 準決賽 2 勝方 |
| ------------- | - | ------------- |
|               |   |               |

|  | 賽事規則 - 90分鐘賽事 - 如有需要，會進行30分鐘加時賽 - 如果比數仍然相同，則會進行互射十二碼 - 最多十二位後備球員 - 最多進行五個換人調動，加時賽中可額外進行第六個換人調動 - 最多有三次換人機會，加時賽中可額外有第四次機會 |

## 外部連結
- 官方网站

Template:歐足協協會聯賽球季